# 川合稔
川合 稔（かわい みのる、1942年（昭和17年）12月9日 - 1970年（昭和45年）8月26日）は、日本のレーシングドライバー。東京都大田区出身。日本大学芸術学部演劇学科中退。

## 経歴
実家は1960年代当時のレーサーに多い裕福な出自ではなく、サラリーマン家庭だった。
1959年に2輪の第2回全日本クラブマンレースに昌和ライトクルーザーSLでエントリーするが、怪我のため決勝には出ていない。
1965年に4輪レースにデビュー。両親に反対されたため、陸送のアルバイトをしながらレースに出場していた。日本大学芸術学部演劇学科を中退後、トヨタ・モータースポーツ・クラブ (TMSC) の事務局で働き、1966年（昭和41年）にトヨタ自動車販売（トヨタ自販）のワークスドライバーとして契約。トヨタスポーツ800や1600GTなどに乗ってツーリングカーレースで活躍する。
下積みの期間が長かったが、1968年（昭和43年）11月の第1回ワールドチャレンジカップ・富士200マイルレース（通称「日本Can-Am」）では、プロトタイプのトヨタ・7に乗るチャンスを得て、決勝は9位完走。この好走が評価され、1969年（昭和44年）にはトヨタ自動車工業（トヨタ自工）のワークスチーム（チーム・トヨタ）に昇格する。当時のトヨタでは自販ワークスが2軍、自工ワークスが1軍扱いとされ、川合は2月のテスト中に事故死した福澤幸雄に代わる新戦力として期待された。
トヨタ・7に乗り1969年4月の鈴鹿500kmレースで優勝、10月の日本GPでは序盤トップを走行し、トヨタ勢最上位の3位を獲得。11月の第2回ワールドチャレンジカップ・富士200マイルレースで優勝し、チーム・トヨタのエースドライバーの地位を得る。
プライベートでは「Oh!モーレツ」のCMで有名な小川ローザと交際し、1970年（昭和45年）2月26日に結婚。小川は前年8月のNETスピードカップのイメージガールに起用され、そのレースで2位入賞した川合を表彰台で祝福していた。元俳優志望の川合とファッションモデルの小川は美男美女のカップルとして話題になり、夫婦揃ってコロナのポスターに登場した。
1970年は日本GPの中止決定後、アメリカのCan-Amシリーズ参戦を目指してターボチャージドトヨタ・7の開発テストを続けた。結婚半年後の8月26日、鈴鹿サーキットで行われたテスト中にヘアピン手前の110Rコーナーでコースアウトし、コースサイドの溝に落下。川合はマシンから投げ出され、即死であった。享年27。当日午前中に本社役員会でCan-Am参戦が了承されたところだったが、この死亡事故により計画は白紙撤回された。
事故地点はヘアピンに向けて減速しながら曲がる右カーブだったが、急ブレーキをかけた跡のブラックマークがコースサイドまでまっすぐに伸びていた。マシントラブルでスロットルが戻らず、減速できないままコースアウトしたのではないかと見られている。
一方、事故を鑑定していた三重県警察本部鑑識課は1970年12月18日、川合の運転ミスであるとの結論を明らかにした。